# Permittivité du vide
La permittivité du vide, permittivité diélectrique du vide ou encore constante (di)électrique est une constante physique. Elle est notée {\displaystyle \varepsilon _{0}} (prononcé « epsilon zéro »).
Cette constante, intimement liée à la notion de force électrique (une particule chargée exerce une force sur ses semblables), indique la densité de charge nécessaire (en coulombs par mètre carré) pour exercer sur une  charge de 1 C une force de 1 N. Elle est donc homogène au quotient d'une densité de charge surfacique par un champ électrique.

## Définition
La permittivité du vide, est aussi nommée :
- la permittivité diélectrique du vide[3],[4] ou la permittivité électrique du vide[5] voire la permittivité absolue du vide[6] ;
- la constante diélectrique[2],[4] ou la constante électrique[1],[3],[7] du vide[8] ;
- le pouvoir inducteur spécifique du vide[1].

Son symbole est ε0,,,, (« epsilon zéro ») où ε est la notation usuelle des permittivités (di)électriques,.
Sa dimension [ε0] est celle de la permittivité [ε] : [ε0] = [ε] = M–1 L–3 T4 I2. Dans le Système international (SI) d'unités, sa valeur s'exprime en farad par mètre, unité dérivée de la permittivité,,.
Elle est définie par,, :
{\displaystyle \varepsilon _{0}={\frac {1}{\mu _{0}c^{2}}}},
avec :
{\displaystyle \mu _{0}=\alpha {\frac {2h}{ce^{2}}}},
où :
- {\displaystyle \mu _{0}} est la perméabilité (magnétique) du vide[4] ;
- {\displaystyle \alpha } est la constante de structure fine ;
- {\displaystyle c} est la vitesse de la lumière[4] dans le vide ;
- {\displaystyle e} est la charge élémentaire ;
- {\displaystyle h} est la constante de Planck.

Historiquement, la permittivité du vide ε0 a été introduite en électrostatique dans la loi de Coulomb, alors que la constante magnétique μ0 a été introduite en magnétostatique dans le théorème d'Ampère. Les équations établies par Maxwell ont fait apparaître une vitesse de propagation des ondes électromagnétiques {\displaystyle c={\frac {1}{\sqrt {\varepsilon _{0}\ \mu _{0}}}}}.
Aujourd'hui on inverse cette formule en postulant constante la vitesse c des ondes électromagnétiques (vitesse de la lumière). Dans le Système international d'unités, on définit le mètre en imposant c = 299 792 458 m s−1. Avant la nouvelle définition de l'ampère en 2019, on imposait μ0 = 4π × 10−7 kg m A−2 s−2. Avec la nouvelle définition, où c'est la valeur de la charge électrique qui est imposée (e = 1,602 176 634 × 10−19 A s), cette valeur de la perméabilité magnétique du vide n'est plus donnée qu'avec une incertitude-type relative de 1,5 × 10−10. La constante diélectrique reste définie par :
{\displaystyle \varepsilon _{0}={\frac {1}{\mu _{0}\ c^{2}}}\approx } 8,854 187 812 8(13) × 10−12 A2 s4 kg−1 m−3.
Une unité dérivée équivalente et usuelle est le F m−1. On approche aussi souvent ε0 au millième près par {\displaystyle {\frac {1}{36\,\pi }}10^{-9}\;{\rm {F/m}}}.
{\displaystyle \varepsilon _{0}={\frac {1}{c^{2}}}} dans le système d'unités électromagnétiques.
{\displaystyle \varepsilon _{0}=1} dans le système d'unités électrostatiques et dans le système d'unités gaussiennes.

## Interprétation physique

La permittivité ε représente la facilité d'un milieu (représenté en bleu) à porter la force électrique. Plus elle est élevée, plus il est ici simple d'accumuler des charges opposées sur les deux armatures sans créer une trop forte tension entre elles.

Eugène Hecht, dans son livre Optique, donne cette interprétation : « De façon conceptuelle, la permittivité représente donc le comportement électrique du milieu. C'est, en un sens, une mesure du degré auquel le matériel est sensible au champ électrique dans lequel il se trouve ».
La permittivité du vide peut ainsi être perçue comme la réponse du vide en présence d'un champ électrique : si elle était plus élevée, cela renforcerait d'autant la capacité des conducteurs à stocker les charges. En revanche, le champ électrique créé par une même quantité de charge serait amoindri, puisqu'il faudrait une plus grande densité de charge surfacique pour exercer une force identique.

## Applications

### Champ électrique engendré par une charge ponctuelle

Le champ électrique engendré par une charge ponctuelle diminue avec l'éloignement ; il est orienté à l'opposé de la charge, car il est mesuré du point de vue d'une charge positive, qui serait ici repoussée par la première.

Le champ électrique issu de la source S se répartit, au fur et à mesure de l'éloignement, sur une aire de plus en plus grande, proportionnelle au carré du rayon de la sphère entourant la charge (et dont on ne voit à chaque fois qu'une fraction).

Lorsqu'une particule chargée est disposée dans l'espace, elle exerce sur les autres charges une force  qui diminue avec l'éloignement. Chaque point de l'espace peut donc être associé à la force qu'y subirait un coulomb de charge placé là ; cette grandeur porte le nom de champ électrique (en newtons par coulomb). Or ce champ est d'autant plus important que la charge centrale {\displaystyle q} est élevée. Mais celle-ci se répartit sur la sphère qui entoure la charge : plus on s'éloigne, plus l'aire de la sphère est importante et plus la densité de charge par unité d'aire diminue. Or le champ de force électrique en un point donné est proportionnel à cette densité de charge surfacique {\displaystyle {\frac {q}{A_{Sphere}}}={\frac {q}{4\pi r^{2}}}} , A étant la surface de la sphère considérée ; plus la répartition de la charge est dense, plus le champ est fort. Le coefficient qui lie ces deux grandeurs est précisément {\displaystyle {\frac {1}{\varepsilon _{0}}}} : en effet, si la permittivité du vide indique la densité de charge nécessaire à susciter un champ de 1 N/C, son inverse met en évidence le champ créé par une unité de densité de charge, qui, multiplié par la densité de charge totale, donne donc le champ total engendré. Ainsi, le champ électrique exercé par la charge centrale sur un point située à la surface de la sphère de rayon {\displaystyle r} aura pour norme :

### Condensateur

Un condensateur est composé de deux armatures, l'une positive, l'autre négative, qui exercent sur l'espace qui les séparent un certain champ électrique (représenté par les flèches noires). Pour acheminer un coulomb de charge positive depuis l'armature négative vers l'armature positive, il faut donc exercer un travail, car la charge est attirée par le point dont elle part et repoussée par le point où elle se dirige.

Un condensateur est un composant électronique capable de stocker des charges sur deux armatures très étendues et peu éloignées. La capacité électrique (en farads) consiste à mesurer la quantité de charge que peuvent porter les armatures par unité de tension créée entre elles. La tension représente ici l'énergie dépensée pour faire passer un coulomb de charge d'une armature à l'autre : plus il y a de charge sur les armatures, plus le coulomb déplacé subit une force importante, augmentant ainsi l'énergie dépensée lors de son passage et donc la tension entre les deux armatures. Pour connaître la capacité, il est donc crucial de connaître la force exercée par les charges présentes sur les armatures. Or cette force est proportionnelle à la densité de charge des armatures par unité d'aire : 15 C rassemblés sur une surface de 10 m² produisent ainsi la même force que 1,5 C sur une surface de 1 m². Or ce lien est exactement celui fait par la permittivité, qui associe à un certain milieu la densité de charge surfacique nécessaire à l'exercice d'une force de 1 N sur 1 C de charge. Si les deux armatures sont séparées par du vide, il suffit, pour retrouver le rapport de capacité {\displaystyle C} entre charge et tension des armatures, de multiplier ε0 par l'aire {\displaystyle A} de celles-ci et de la diviser par la distance {\displaystyle d} entre elles :
En effet, la quantité de charge par mètre carré au numérateur de la permittivité du vide est multipliée par l'aire des armatures, ce qui en donne donc la charge totale ; tandis que le champ électrique présent au dénominateur est multiplié par la distance que parcourt la charge passant dans la condensateur, ce qui aboutit à la tension entre les armatures. On retrouve donc bien le rapport de capacité.